# Argiope picta
Espèce
Synonymes
- Argiope gorgonea L. Koch, 1871
- Argiope principalis L. Koch, 1872
- Argiope lugubris L. Koch, 1872
- Argiope papuana Workman, 1900
- Gea dubiosa Strand, 1911

Argiope picta est une espèce d'araignées aranéomorphes de la famille des Araneidae.

## Distribution
Cette espèce se rencontre aux Moluques et en Nouvelle-Guinée occidentale en Indonésie, en Papouasie-Nouvelle-Guinée, aux Salomon, au Vanuatu et au Queensland et au Territoire du Nord en Australie,.

## Description

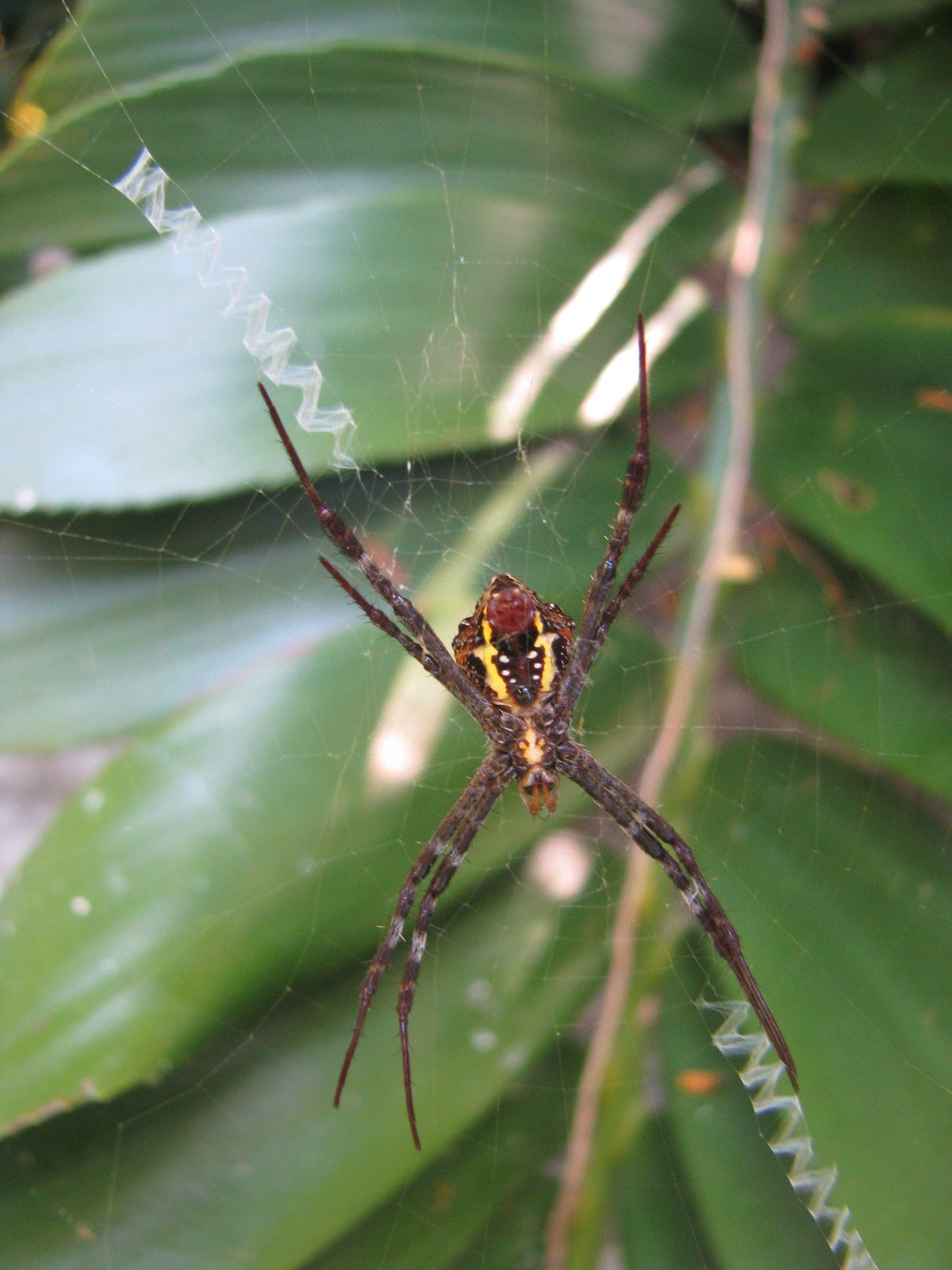
Argiope picta

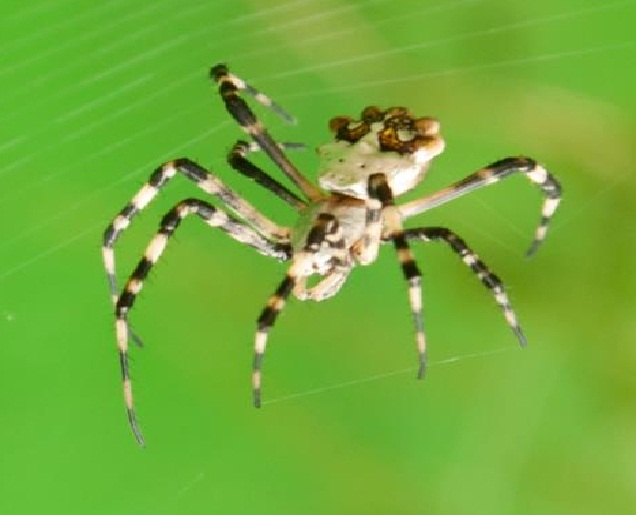
Argiope picta

Elle est similaire en taille à Argiope aetherea, elle s'en distingue pourtant, chez la femelle, par des dessins et colorations abdominaux. Les mâles des deux espèces étant largement identiques. Le dimorphisme sexuel est notable, les mâles étant moins grands que les femelles.

## Publication originale
- L. Koch, 1871 : Die Arachniden Australiens, nach der Natur beschrieben und abgebildet. Nürnberg, vol. 1, p. 1-104 (texte intégral).